# Anna Jagaciak-Michalska
Anna Jagaciak (née le 10 février 1990 à Zielona Góra) est une athlète polonaise, spécialiste du saut en longueur et du triple saut. Elle est la sœur ainée du mannequin Monika Jagaciak.

## Biographie
Le 8 juillet 2016, en qualification des Championnats d'Europe d'Amsterdam, Jagaciak améliore son record personnel du triple saut à 14,33 m, améliorant de huit centimètres sa meilleure marque datant de 2011 (14,25 m). Deux jours plus tard, elle échoue au pied du podium avec un saut à 14,40 m, non homologué comme record personnel du fait d'un vent trop élevé.
Elle échoue de nouveau au pied du podium, cette fois le 4 mars 2017 lors des Championnats d'Europe en salle de Belgrade avec 14,14 m, après avoir porté en qualifications son record à 14,15 m.
Le 13 juin 2019, elle annonce mettre fin à sa carrière sportive, à l'âge de 29 ans.

## Vie privée
Elle s'est mariée en 2014 avec le perchiste Łukasz Michalski et s'appelle désormais Anna Jagaciak-Michalska.

## Palmarès
| Date | Compétition                        | Lieu                               | Résultat | Épreuve     | Marque  |
| ---- | ---------------------------------- | ---------------------------------- | -------- | ----------- | ------- |
| 2009 | Championnats d'Europe juniors      | Novi Sad                           | 2e       | Longueur    | 6,46 m  |
| 2010 | Championnats d'Europe              | Barcelone                          | 9e       | Longueur    | 6,36 m  |
| 2011 | Championnats d'Europe espoirs      | Ostrava                            | 3e       | Triple saut | 13,86 m |
| 2011 | Universiade                        | Shenzhen                           | 7e       | Longueur    | 6,40 m  |
| 2013 | Championnats d'Europe par équipes  | Gateshead                          | 5e       | Triple saut | 13,68 m |
| 2013 | Universiade                        | Shenzhen                           | 7e       | Longueur    | 6,32 m  |
| 2013 | Universiade                        | Shenzhen                           | 2e       | Triple saut | 14,21 m |
| 2013 | Championnats du monde              | Moscou                             | 9e       | Triple saut | 13,95 m |
| 2013 | Jeux de la Francophonie            | Nice                               | 1re      | Longueur    | 6,68 m  |
| 2013 | Jeux de la Francophonie            | Nice                               | 1re      | Triple saut | 13,92 m |
| 2015 | Universiade                        | Gwangju                            | 2e       | Longueur    | 6,57 m  |
| 2015 | Universiade                        | Gwangju                            | 3e       | Triple saut | 13,81 m |
| 2016 | Championnats d'Europe              | Amsterdam                          | 4e       | Triple saut | 14,40 m |
| 2016 | Jeux olympiques                    | Rio de Janeiro                     | 10e      | Triple saut | 14,07 m |
| 2017 | Circuit mondial en salle de l'IAAF | Circuit mondial en salle de l'IAAF | 3e       | Triple saut | détails |
| 2017 | Championnats d'Europe en salle     | Belgrade                           | 4e       | Triple saut | 14,14 m |
| 2017 | Championnats d'Europe par équipes  | Lille                              | 5e       | Triple saut | 13,71 m |
| 2017 | Championnats du monde              | Londres                            | 6e       | Triple saut | 14,25 m |
| 2018 | Coupe du monde                     | Londres                            | 3e       | Triple saut | 14,08 m |

## Records
| Épreuve          | Épreuve   | Marque  | Lieu      | Date            |
| ---------------- | --------- | ------- | --------- | --------------- |
| Saut en longueur | Plein air | 6,74 m  | Barcelone | 27 juillet 2010 |
| Saut en longueur | En salle  | 6,49 m  | Toruń     | 5 mars 2016     |
| Triple saut      | Plein air | 14,33 m | Amsterdam | 8 juillet 2016  |
| Triple saut      | En salle  | 14,15 m | Belgrade  | 4 mars 2017     |